# Lonely Snow Bird
『Lonely Snow Bird』（ロンリー・スノウ・バード）は、スターダストレビューの18枚目のシングル。1989年10月25日に発売された。

## 収録曲
全曲編曲：三谷泰弘
1. Lonely Snow Bird
作詞：田口俊、作曲：根本要
オーツタイヤ（MIGHTY NET）（ESPIA E3）イメージ・ソング
2. 彼女はメイド・イン・ヘブン
作詞：平出よしかつ　作曲：三谷泰弘